# Tsagantegia
Tsagantegia là một chi khủng long, được Tumanova mô tả khoa học năm 1993.